# Le Tango d'Intervilles
 (juin 2025).
Si vous disposez d'ouvrages ou d'articles de référence ou si vous connaissez des sites web de qualité traitant du thème abordé ici, merci de compléter l'article en donnant les références utiles à sa vérifiabilité et en les liant à la section « Notes et références ».
En 1964, Guy Lux et Léon Zitrone enregistrent un disque intitulé Le Tango d’Intervilles tournant en dérision leurs personnages dans l'émission télévisée Intervilles.
Le disque a été ré-édité en 1970.
- Paroles : Guy Lux
- Musique : Georges Liferman
- Durée : 1 min 57 s